# Langelurillus
Langelurillus Próchniewicz, 1994 è un genere di ragni appartenente alla famiglia Salticidae.

## Distribuzione
Le 11 specie oggi note di questo genere sono diffuse in varie regioni dell'Africa, in particolare: Tanzania, Kenya, Guinea, Zimbabwe e Costa d'Avorio.

## Tassonomia
A maggio 2010, si compone di 11 specie:
- Langelurillus alboguttatus Wesolowska & Russell-Smith, 2000 — Tanzania
- Langelurillus difficilis Wesolowska & Russell-Smith, 2000 — Tanzania
- Langelurillus furcatus Wesolowska & Russell-Smith, 2000 — Tanzania
- Langelurillus holmi Próchniewicz, 1994 — Kenya
- Langelurillus horrifer Rollard & Wesolowska, 2002 — Guinea
- Langelurillus ignorabilis Wesolowska & Cumming, 2008 — Zimbabwe
- Langelurillus manifestus Wesolowska & Russell-Smith, 2000 — Tanzania
- Langelurillus nigritus (Berland & Millot, 1941) — Guinea, Costa d'Avorio
- Langelurillus orbicularis Wesolowska & Cumming, 2008 — Zimbabwe
- Langelurillus primus Próchniewicz, 1994[2] — Kenya
- Langelurillus spinosus Próchniewicz, 1994 — Kenya